# Білогірський район (АРК, 1921—2023)
Білогі́рський райо́н (до грудня 1944 року — Карасубазарський район, крим. Qarasuvbazar rayonı, рос. Белогорский район) — колишній район у складі Автономної Республіки Крим, зараз входить до складу нового Білогірського району.
Розташовувався у її центральній частині в межах Кримської передгірно-лісостепової фізико-географічної області й Головної гірсько-лугово-лісової гряди Кримських гір. Районний центр — місто Білогірськ.

## Загальні відомості
На півночі район межує із Красногвардійським та Нижньогірським, на північному сході із Совєтським, на сході з Кіровським районами, на півдні із Судацькою та Алуштинською міськими радами та із Сімферопольським районом на заході.
Територія району охоплює частину Головного пасма Кримських гір, передгір'я і передгірні рівнини. Перевищення відносних висот у межах району близько 1000 м. Належить до передгірного Кримського посушливого, дуже теплого агрокліматичного району.

## Адміністративний склад
До складу району входить місто Білогірськ, селище міського типу Зуя, 76 сіл та 2 селища, які підпорядковані відповідно одній міській:
- Білогірська міськрада;

одній селищній:
- Зуйська селищна рада;

та 17 сільським радам:
- Ароматнівській, Багатівській, Василівській, Вишенській, Зеленогірській, Земляничненській, Зибинській, Кримськорозівській, Криничненській, Курській, Мельницькій, Мічурінській, Муромській, Новожилівській, Русаківській, Цвіточненській та Чорнопільській.

## Населення
Розподіл населення за віком та статтю (2001)
| Стать | Всього | До 15 років | 15-24 | 25-44 | 45-64 | 65-85 | Понад 85 |
| --- | ------ | ----------- | ----- | ----- | ----- | ----- | -------- |
| Чоловіки | 31 190 | 6026        | 4887  | 9415  | 7635  | 3140  | 87       |
| Жінки | 34 711 | 5822        | 4960  | 9583  | 8433  | 5554  | 359      |
| \| Статево-вікова піраміда \| Статево-вікова піраміда \| Статево-вікова піраміда \| \| ----------------------- \| ----------------------- \| ----------------------- \| \| Чоловіки \| Вік \| Жінки \| \| 87 \| 85 + \| 359 \| \| 160 \| 80-84 \| 537 \| \| 535 \| 75-79 \| 1244 \| \| 1195 \| 70-74 \| 1940 \| \| 1250 \| 65-69 \| 1833 \| \| 1881 \| 60-64 \| 2537 \| \| 1105 \| 55-59 \| 1254 \| \| 1935 \| 50-54 \| 2049 \| \| 2714 \| 45-49 \| 2593 \| \| 2717 \| 40-44 \| 2693 \| \| 2850 \| 35-39 \| 2927 \| \| 1818 \| 30-34 \| 1989 \| \| 2030 \| 25-29 \| 1974 \| \| 2213 \| 20-24 \| 2384 \| \| 2674 \| 15-20 \| 2576 \| \| 2770 \| 10-14 \| 2683 \| \| 1816 \| 5-9 \| 1725 \| \| 1440 \| 0-4 \| 1414 \| |        |             |       |       |       |       |          |
| Статево-вікова піраміда |        |             |       |       |       |       |          |
| Чоловіки | Вік    | Жінки       |       |       |       |       |          |
| 87 | 85 +   | 359         |       |       |       |       |          |
| 160 | 80-84  | 537         |       |       |       |       |          |
| 535 | 75-79  | 1244        |       |       |       |       |          |
| 1195 | 70-74  | 1940        |       |       |       |       |          |
| 1250 | 65-69  | 1833        |       |       |       |       |          |
| 1881 | 60-64  | 2537        |       |       |       |       |          |
| 1105 | 55-59  | 1254        |       |       |       |       |          |
| 1935 | 50-54  | 2049        |       |       |       |       |          |
| 2714 | 45-49  | 2593        |       |       |       |       |          |
| 2717 | 40-44  | 2693        |       |       |       |       |          |
| 2850 | 35-39  | 2927        |       |       |       |       |          |
| 1818 | 30-34  | 1989        |       |       |       |       |          |
| 2030 | 25-29  | 1974        |       |       |       |       |          |
| 2213 | 20-24  | 2384        |       |       |       |       |          |
| 2674 | 15-20  | 2576        |       |       |       |       |          |
| 2770 | 10-14  | 2683        |       |       |       |       |          |
| 1816 | 5-9    | 1725        |       |       |       |       |          |
| 1440 | 0-4    | 1414        |       |       |       |       |          |

Національний склад населення району за переписом 2001 та 2014 років
|                 | 2001        | 2001      | 2014        | 2014      |
|                 | чисельність | частка, % | чисельність | частка, % |
| --------------- | ----------- | --------- | ----------- | --------- |
| росіяни         | 32 706      | 49,2      | 31 284      | 51,8      |
| кримські татари | 19 425      | 29,2      | 18 623      | 30,8      |
| українці        | 10 749      | 16,2      | 6 009       | 9,9       |
| білоруси        | 622         | 0,9       | 322         | 0,5       |
| татари          | 454         | 0,7       | 1 809       | 3,0       |
| греки           | 263         | 0,4       | 210         | 0,4       |
| поляки          | 193         | 0,3       | 133         | 0,2       |
| вірмени         | 190         | 0,3       | 202         | 0,3       |
| узбеки          | 130         | 0,2       | 149         | 0,3       |
| німці           | 102         | 0,2       | 55          | 0,1       |
| молдовани       | 87          | 0,1       | 57          | 0,1       |

Етномовний склад району (рідні мови населення за переписом (2001)
|                          | російська | кримськотатарська | українська |
| Білогірський район       | 60,4      | 28,9              | 7,9        |
| ------------------------ | --------- | ----------------- | ---------- |
| м. Білогірськ            | 62,8      | 27,6              | 7,5        |
| смт Зуя                  | 66,9      | 20,6              | 4,8        |
| Ароматнівська сільрада   | 69,1      | 19,4              | 10,7       |
| Багатівська сільрада     | 51,3      | 40,2              | 7,5        |
| Василівська сільрада     | 65,6      | 23,1              | 6,6        |
| Вишеннська сільрада      | 58,2      | 34,5              | 6,5        |
| Зеленогірська сільрада   | 56,7      | 30,6              | 11,5       |
| Земляничненська сільрада | 45,1      | 48,0              | 5,4        |
| Зибинська сільрада       | 78,8      | 6,7               | 11,4       |
| Криничненська сільрада   | 74,2      | 14,8              | 9,8        |
| Кримрозівська сільрада   | 79,5      | 13,1              | 5,9        |
| Курська сільрада         | 69,2      | 27,2              | 3,1        |
| Мельнична сільрада       | 50,0      | 35,7              | 12,4       |
| Мічурінська сільрада     | 45,0      | 48,9              | 5,1        |
| Муромська сільрада       | 51,2      | 30,8              | 13,4       |
| Новожилівська сільрада   | 39,3      | 46,9              | 10,1       |
| Русаківська сільрада     | 65,8      | 18,8              | 13,4       |
| Цвіточненська сільрада   | 45,4      | 44,3              | 8,9        |
| Чорнопільська сільрада   | 50,9      | 37,5              | 8,0        |

## Історія
Територія району була заселена з давніх часів. В урочищі Біла Скеля досліджені стоянки епохи раннього палеоліту; виявлено декілька неолітичних поселень (4 тис. до н. е.), два поселення бронзової доби (3 тис. до н. е.), понад 20 курганів тощо.

## Природні ресурси
Переважають чорноземи карбонатні та південні (48% площі району), гірсько-лісові (бурі) і гірсько-лучні чорноземновидні ґрунти (на яйлі).
Площа лісів — 49,8 тис. га. Поширені хвойні (кримська сосна; 12%) і широколистяні (дуб, бук, граб) породи.
У районі наявні заповідники: Карабі-яйла і Кубалач; пам'ятки природи державного значення: Ак-Кая, Карабі-Яйлінська улоговина, Карасубаші; заповідне урочище і 2 пам'ятки природи місцевого значення.

### Корисні копалини
З корисних копалин поширені такі матеріали: цегляно-черепичні глини, вапняки, мергель, галечник, гравій.

### Водоймища
До найбільших річок належать: Біюк-Карасу, Індол, Бурульча, Бештерек, Зуя. Влітку деякі з них пересихають.
Водосховища: Білогірське водосховище, Тайганське водосховище.

## Економіка
Трудові ресурси району становлять 35,1 тис. осіб. У народному господарстві працюють 19,5 тис. осіб.
Провідним у районі є сільське господарство. Район спеціалізується на виробництві фруктів, винограду, овочів, тютюну, ефіроолійних культур, зерна (озима пшениця, озимий ячмінь, овес, кукурудза), а також — молока, м'яса, шерсті.
Під сільськогосподарські угіддя — 115,2 тис. га, в тому числі орних земель — 62,8 тис. га, під садами та виноградниками — 8,5 тис. га, під пасовищами — 43,6 тис. га. Працює 13 колективних господарств, 2 державних сільськогосподарських підприємства і 2 допоміжних сільськогосподарських виробництва.
На території району розміщено 10 промислових підприємств, які виробляють будівельні матеріали, харчові продукти та винно-горілчані вироби, 2 підприємства лісового господарства, 2 автотранспортних підприємства і 9 будівельних організацій. Найбільші з них: Білогірський виноробний завод, філіал ВАТ «Харчпром Білогірський завод продтоварів», КП «Монтажно-заготовчий завод», ОАТП «Білогірський ЗБМ», КП «Білогірське кар'єроуправління», завод із перероблення ефіроолійних культур (с. Кримська Роза).
На території району розміщено «Парк левів "Тайган"».

## Транспорт
Автомобільних доріг — 314,9 км. Територією району проходить автотраса республіканського значення Р23: Сімферополь — Феодосія — Керч.

## Соціальна сфера
На території району: професійно-технічне училище, філіал навчально-курсового комбінату з підготовки фахівців сільського господарства; 30 загальноосвітніх шкіл, у тому числі 2 із кримськотатарською мовою навчання та одна вечірня, краєзнавчий музей (Білогірськ); 4 лікарні, 8 амбулаторій, 2 поліклініки та 31 фельдшерсько-акушерський пункт.

## Пам'ятники
Серед архітектурних пам'ятників — залишки караван-сараю (м. Білогірськ) і Топловський Троїце-Парасківський жіночий монастир (1864, с. Учебне).